# 美洲同源会

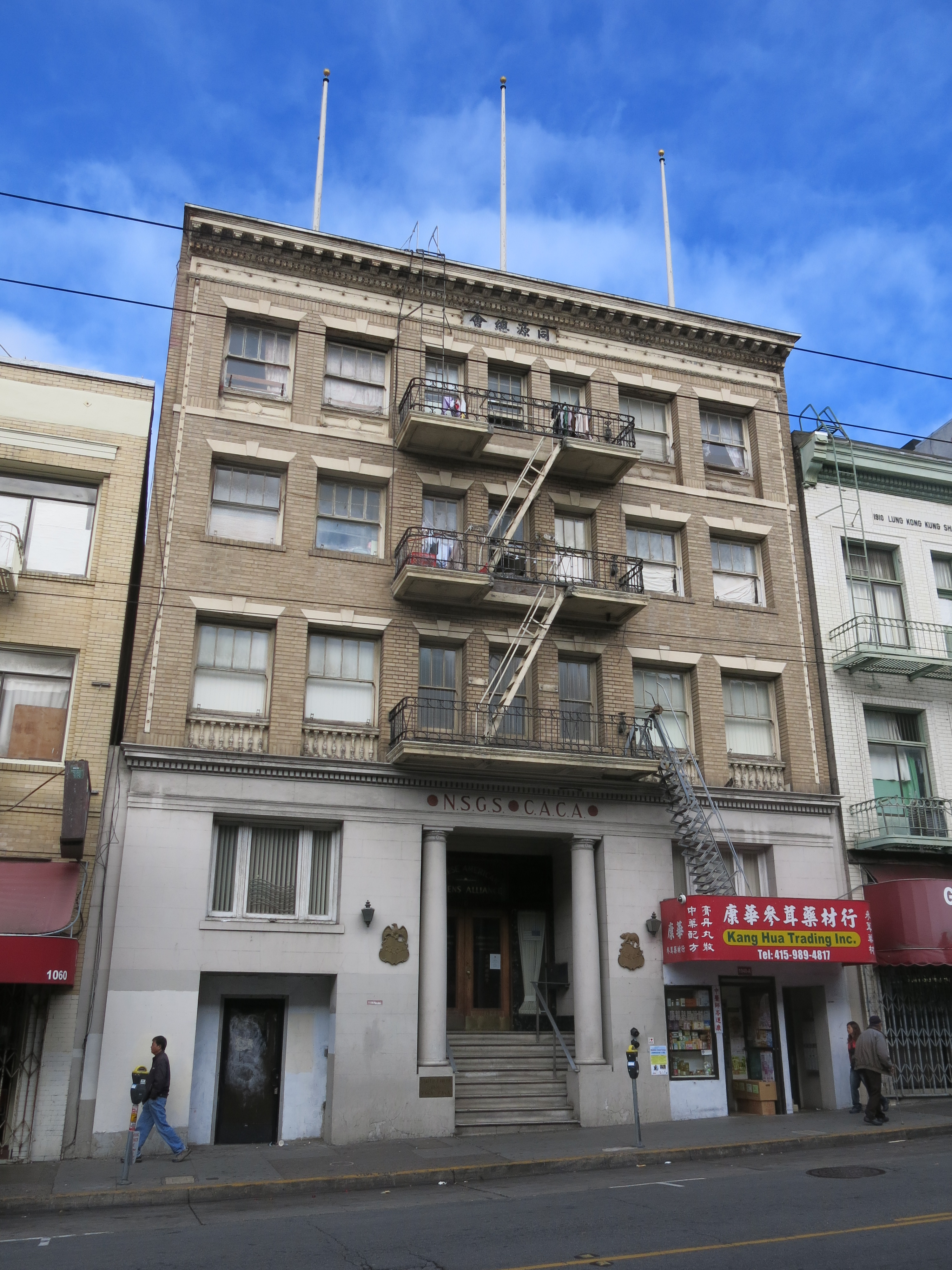
旧金山同源总会大楼

美洲同源会（英語：Chinese American Citizens Alliance），简称同源会，是服务于美国华裔、旨在争取华裔平等权利的非营利性组织。1985年成立于美国旧金山，是美国历史最悠久的亚裔平权组织。 与大多数致力于保护中华文化的会馆不同，同源会鼓励美国华裔公民融入美国社会、积极参与美国的民主和公民生活。

## 历史
美洲同源会初名金山土生会（英語：Native Sons of the Goldern State，或译黄金州之子）。当时加州组织金西土生会只允许白人加入，因此旧金山华埠的四邑人陈德（Chun Dick）、南海人吴根（Ng Gunn）、顺德人黎泰荣（Li Tai Wing）、以及番禺裔的梁贵柏（Robert L. Park）在律师的建议下效仿白人另立组织。1895年5月11日，金州土生会于旧金山华埠成立，成员限于加州本地出生、品行端正的华人男性，组织和章程一如白人兄弟会，两者针锋相对。由于19世纪美国社会普遍歧视、反感华人移民，公立学校拒绝录取华人子弟，政府对华人商铺制定比白人更高的税率，华人也开始团结在一起对抗种族歧视；1894年围绕华人移民子女是否具有美国国籍的黄金德案激起了华人社会的强烈反应，因此金州土生会一经建立就吸引了大量华裔子弟加入。
林華耀（Walter U. Lum）、林藻基（Joseph K. Lum）、吴根在1904年据1895年原始宪章重组机构、设立总会（Grand Parlor），林華耀当选第一任主席。林华耀身为华埠长大的独生子女，自幼没有兄弟，但他希望他的组织能够团结美国所有土生华人，共同对抗当时暗流涌动的排华浪潮和歧视性移民法律，在他的领导下土生会逐渐从旧金山的地方组织变成全州、全国性质的组织。1912年土生会同时在旧金山、奥克兰、洛杉矶设立分会，三地分会成为了总会的核心，次年弗雷斯诺和圣迭戈也成立分会；随着越来越多加州以外的华人社区要求成立分会，金州土生会也走出加州，在波特兰、芝加哥、匹兹堡、底特律、波士顿等地设立分会——1915年土生会通过新宪章成为旧金山总会（Grand Lodge）领导下全国性组织，走出加州的加州土生会也因此更名美洲同源会。
为了结束各地华埠彼此孤立且被排斥在美国主流社会之外的局面，同源会在林华耀的带领下创办了《金山时报》作为美国各地华埠之间联系和报道华美新闻的平台，该报纸一度成为北美发行量最大的华文报纸。在同源会的努力下，美国国会在1924年解除了限制华裔移民配偶及子女移民的法案。1930年代开始美洲同源会开始从原先的政治领域扩展服务范围，开始涉足华埠的商业、社会服务。同源会和众多民权组织一道促成美国总统罗斯福在1943年签署《麦诺森法案》废除《排华法案》。1946年，国会在同源会的游说之下解除了《战争新娘法》对华裔的限制，按照该法案美国军人的华裔配偶成为少数有资格移民美国的亚裔群体。